# Hyperodapedon
Hyperodapedon var ett släkte kräldjur som levde under slutet av trias. Fossil av Hyperodapedon har påträffats i Indien, Sydamerika, sydöstra Afrika, Nordamerika och i Skottland.
Hyperodapedon blev omkring 1,3 meter lång. Den var en tung växtätare med en tunnformad kropp. Munnen påminde om en näbb men med flera rader tänder i överkäken och två rader i underkäken. Den livnärde sig på kraftiga ormbunkar som den tuggade i sig med sina tänder. När dessa ersattes av barrträd i slutet av trias dog Hyperodapedon ut.